# Гаджиев, Абакар Гаджиявович
Абака́р Гаджия́вович Гаджи́ев (род. 31 декабря 2003, Махачкала) — российский футболист, нападающий клуба «Ахмат».

## Биография
Родился в Махачкале.
В 2011 году начал заниматься футболом в РДЮСШ (Махачкала). В 2014 году перешёл в академию «Анжи».
В январе 2021 года после прохождения просмотра перешёл в клуб «Махачкала». 7 марта 2021 года в матче первенства ПФЛ против «Туапсе» дебютировал в профессиональном футболе.
29 июня 2021 года после возрождения махачкалинского «Динамо» на базе «Махачкалы», остался в команде. По итогам сезона 2021/22 вышел с клубом в Первую лигу. Также был признан лучшим молодым игроком сезона во Втором дивизионе (группа 1).  
18 июля 2022 года дебютировал в Первой лиге в матче против «Алании». В сезоне 2023/24 с клубом стал серебряным призёром первенства и вышел в РПЛ.
21 июля 2024 года сыграл дебютный матч за «Динамо» в чемпионате России против клуба «Химки».
20 июня 2025 года стал игроком грозненского «Ахмата», подписав контракт на четыре года.

## Статистика выступлений
| Выступление            | Выступление       | Выступление      | Лига | Лига | Кубки | Кубки | Итого | Итого |
| Клуб                   | Лига              | Сезон            | Игры | Голы | Игры  | Голы  | Игры  | Голы  |
| ---------------------- | ----------------- | ---------------- | ---- | ---- | ----- | ----- | ----- | ----- |
| Махачкала              | ПФЛ               | 2020/21          | 16   | 7    | 0     | 0     | 16    | 7     |
| Махачкала              | Итого             | Итого            | 16   | 7    | 0     | 0     | 16    | 7     |
| Динамо (Махачкала)     | Второй дивизион   | 2021/22          | 31   | 16   | 1     | 0     | 32    | 16    |
| Динамо (Махачкала)     | Первая лига       | 2022/23          | 27   | 1    | 3     | 0     | 30    | 1     |
| Динамо (Махачкала)     | Первая лига       | 2023/24          | 7    | 0    | 0     | 0     | 7     | 0     |
| Динамо (Махачкала)     | РПЛ               | 2024/25          | 28   | 1    | 7     | 3     | 35    | 4     |
| Динамо (Махачкала)     | Итого             | Итого            | 93   | 18   | 11    | 3     | 104   | 21    |
| → Динамо-2 (Махачкала) | Вторая лига («Б») | 2023             | 1    | 0    | —     | —     | 1     | 0     |
| → Динамо-2 (Махачкала) | Вторая лига («Б») | 2024             | 1    | 1    | —     | —     | 1     | 1     |
| → Динамо-2 (Махачкала) | Итого             | Итого            | 2    | 1    | —     | —     | 2     | 1     |
| Ахмат                  | РПЛ               | 2025/26          | 5    | 0    | 2     | 0     | 7     | 0     |
| Ахмат                  | Итого             | Итого            | 5    | 0    | 2     | 0     | 7     | 0     |
| Всего за карьеру       | Всего за карьеру  | Всего за карьеру | 116  | 26   | 13    | 3     | 129   | 29    |

## Достижения
«Динамо» (Махачкала)
- Победитель Второго дивизиона (группа 1): 2021/22
- Серебряный призёр Первой лиги: 2023/24
- Итого : 1 трофей